# エフエムたいはく
エフエムたいはく株式会社は、宮城県仙台市太白区の一部地域を放送区域として超短波放送（FM放送）を営む特定地上基幹放送事業者である。
エフエムたいはくの愛称でコミュニティ放送を行っている。

## 概要
宮城県で7番目のコミュニティ放送局として2007年（平成19年）9月29日に開局した。
可聴エリアは仙台市太白区を中心に、周辺の青葉区、若林区、宮城野区、泉区、名取市、岩沼市、多賀城市、塩竈市、利府町などの一部で、可聴人口は50万人を超える。
演奏所（スタジオ）は長町にあり送信所とは300メートルほどしか離れておらず見通しが良好のため、無線LANによりデジタル伝送されている。信頼性や安定性の問題などから一般的にコミュニティ放送局は専用線を用いている事が殆どであり、このような方式を採用したのは異例である。しかし、ランニングコストが安価なこと、地震などの災害時も中継回線切断などの心配が少ないことなどのメリットが大きいため採用することとなった。
コミュニティ放送局としては珍しくエフエムプロセッサとしてOrban社製Optimod-FM 5500を採用（2013年（平成25年）3月14日まではOptimod-FM 2300を使用）、送信機とコンポジット接続しプリエンファシスやステレオエンコードをOptimod-FMにて行うことで非常に優れた音質を実現している。
コミュニティ放送局としては異例なほど自主制作番組が多いが、それ以外の番組は、ミュージックバードが多い。

## 沿革
- 2007年（平成19年）
  - 8月9日、予備免許取得。
  - 8月11日、ザ・モール仙台長町にて、開局プレイベントを開催。
  - 9月27日、ウェブサイトがオープン。
  - 9月29日 13:00より本放送開始。
- 2011年（平成23年）
  - 3月11日、東北地方太平洋沖地震の発生により放送休止。
  - 3月16日、放送再開[1]。
- 2013年（平成25年）
  - 3月14日 10:00よりエフエムプロセッサをOrban社製Optimod-FM 5500に切り替え、より一層の高音質化を実現。
  - 10月29日 16:30より送信アンテナをU型アンテナ3段1面（ERP 33.6W）に切り替え、エリアの充実を図る。（従来はU型アンテナ1段1面・ERP 7.1W）

## スタジオ
しらかしスタジオ
- Aスタジオ

一般入口寄り。大きいスタジオ
- Bスタジオ

一般入口奥側。小さいスタジオ

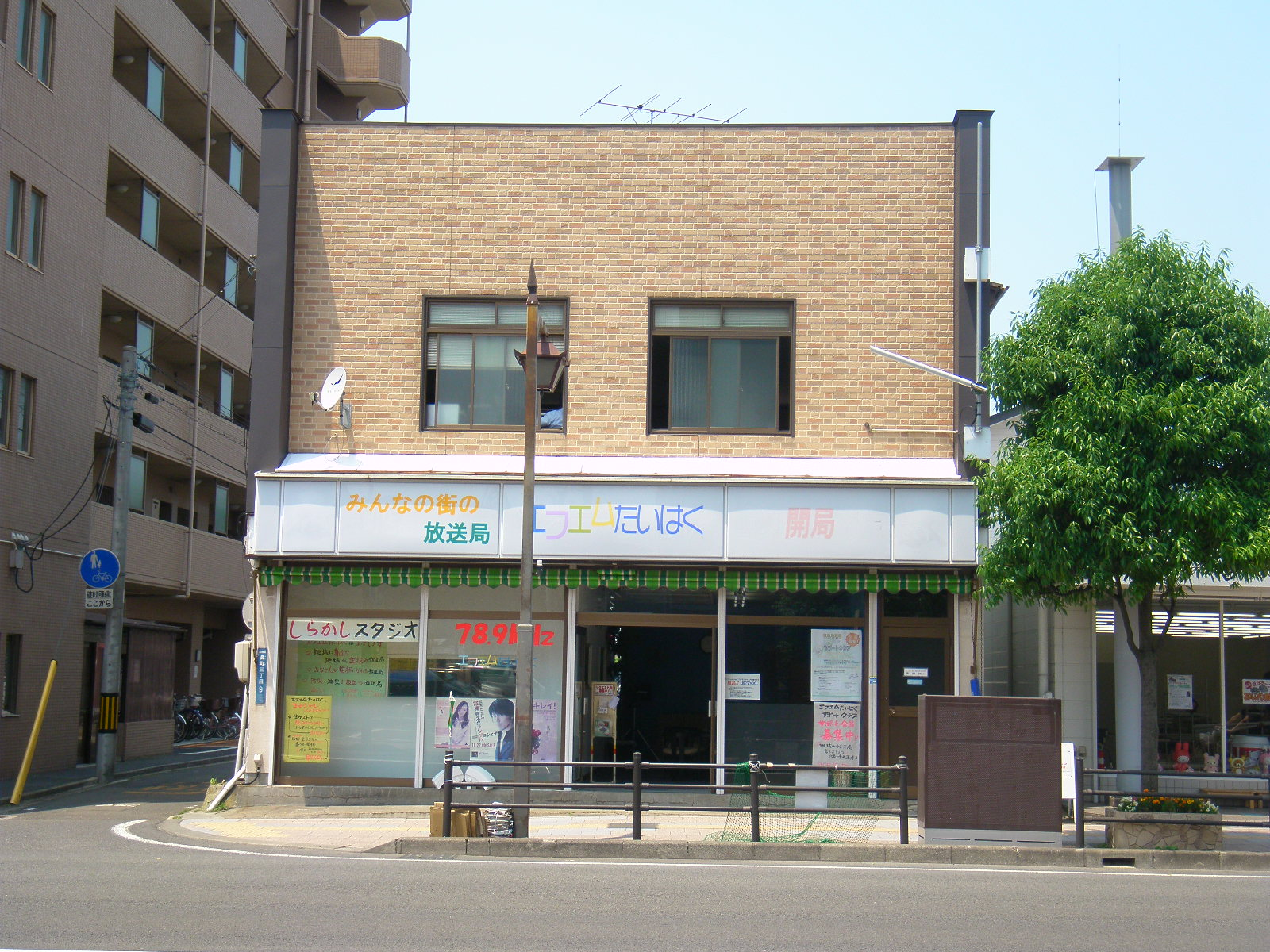
しらかしスタジオ（2009年）

生放送では主に Aスタジオを用いているが、Bスタジオで生放送を行う事も可能。横はロビーとなっており、一般の人に開放されている。ガラス越しにスタジオを覗く事が可能。スタジオの外にミキサー等の設備が備えられているため、生放送ではパーソナリティ以外の技術担当の最低2人で対応している事が多い。収録の場合はモニターマイクを用いて技術を行いながらしゃべっている場合もある。

## 番組

### 現在放送されている番組
自主制作
生放送番組は斜体字。
- G'day「Let's 豪 英会話」（月 - 水 9:00 - 9:15）
- 音楽の玉手箱（月 - 水 9:30 - 10:00）
- レビュー・ザ・ミュージック（土 18:00 - 19:00）
- ほっとすて～しょん（月 - 金 12:00 - 13:55）
- ゆとり～とラジオ by 長町まざらいん（月 - 金 17:00 - 17:15、再放送 月 - 金 8:00 - 8:15、再放送 土 9:00 - ）
- American Juke box（火 18:30 - 19:00）
- じじネタ! オン・タイム・トーク（月 - 水 19:30 - 20:00）
- マザー・アース（月 20:00 - 20:30）
- ユニバーサルサロン（木 19:00 - 19:30）
- SOLID GOLD HIT MACHINE（日 20:00 - 21:00）
- Something Sweet（月 20:30 - 21:00）
- ワンセルフひなたのひとりごと（金 19:30 - 20:00）
- 斎藤めぐむの音楽図鑑（土 21:00 - 21:30）
- ミュージック・ラウンジ（木 21:00 - 21:55）
- 青春音楽工房（金 23:00 - 23:55、再放送 日 17:00 - 17:55）
- ゆるゆる惑星 偶然だぞ～（月 23:00 - 23:55）
- Disco Classic vol.2（木 22:00 - 23:00）
- Groovie Minds（日 22:30 - 23:00）
- シネマ・デ・アモ（月 19:00 - 19:15）
- 寺崎茂のチョびっとメディカル（木 18:00 - 19:00）
- らじすぽSENDAI [ラジオ3、fmいずみ、3局ネット ※ほっとすて〜しょん内]（金 12:30 - 13:00）
- 里村明衣子の仙女魂（土 18:00 - 19:00）
- 小川さなえの使えない歴史講座（月 18:00 - 18:30）
- さかえ里美のホットな関係（土 19:00 - 19:30）
- 沢田研史のあなたに今夜はワインをふりかけ（土 23:30 - 24:00）
- GO!GO!89ERS（金 19:00 - 19:30）
- 鼓の音[つづみのね]（火 21:00 - 21:30）
- CLUB789（木 23:00 - 24:00、土 24:00 - 25:00）
- QUEST MIYAGI AREA（水 18:30 - 19:00）
- MASTのミュージックシャワー（水 20:00 - 20:30）
- ナオミのLONDON CALLING（第2・第4水曜 20:30 - 21:00）
- Beat Factory Radio（水 21:00 - 21:55、再放送 日 15:00 - 15:55）
- 仙台ミュージカルアカデミーサロン（木 18:00 - 18:30）
- 陶芸家のつぶやき（木 22:30 - 23:00）
- Music Radio789（金 18:00 - 18:30）
- ハーレーで行こう!（土 20:00 - 20:30、再放送 木 23:00 - 23:30）
- みっちゃんと乾杯（日 16:00 - 16:30）
- ダヨーンさいとうのオールド・ポップス大全集（第3日曜 21:00 - 22:00）
- ひみこのスターライトソングス（月 17:15 - 17:30）
- おばさんの「なんだかなぁ∼」（月 17:30 - 17:45）
- 子育てサロン（月 17:45 - 18:00）
- NOWでYOUNGな番組（月 22:30 - 23:00）
- SIRA多言語放送局（火 17:30 - 17:45）
- 次郎丸のHOTひといき（火 18:00 - 18:30）
- ソーシャルで行こう（火 20:00 - 20:30）
- 音を旅して。（火 20:30 - 21:00）
- Flash Back 80's（火 21:30 - 22:00）
- シンガーソングナイター（火 22:30 - 23:00）
- わがまち ながまち 愛のまち 〜長町青物市場物語〜（水 17:15 - 17:30）
- ジャズを身近に（水 18:00 - 18:30）
- 野球を通じて伝えるメッセージ（水19:00〜19:30）
- MUSIC GIFT ROOM!（水 22:30 - 23:00）
- 恵子のつれづれなるままぁ〜に（水 23:00 - 23:30）
- 気まぐれ深夜番組（水 23:30 - 23:55）
- わかばの時間（木 14:30 - 15:00、再放送 木 17:30 - 18:00）
- ねんねばぁのむかしばなし（木 19:45 - 20:00）
- 東北大学 ホーネッツラジオ（木 20:00 - 20:30）
- キャンパス☆ライフ789（木 20:30 - 21:00）
- 松橋隆樹の語らナイト!（木 22:00 - 22:30）
- ゆきえの心のビタミン（金 9:00 - 9:30）
- 3.11から（金 9:30 - 10:00）
- エアーキャンパス尚絅（第4金曜 11:30 - 11:55）
- 花歌 -Flower songs-（金 14:30 - 14:55）
- 長町商店街 NOW（金 17:30 - 18:00）
- 寒椿のちょっと待ってくださいよ!（第1・第3・[第5]金曜 18:30 - 19:00）
- 片桐千恵のジャズ・ヴォーカル・タイム（金 21:00 - 22:00）
- レモンバーストな空＆柴田雅人のひきだしラジオ（金 22:00 - 22:30）
- Happy Hour（金 22:30 - 23:00）
- NEST de BEST（第1・第3・第5土曜 20:30 - 21:00）
- 吉川団十郎の「なまってカントリー」（第2・第4土曜 20:30 - 21:00）
- デューク大友のウォーキング・ミュージック（第1土曜 22:00 - 22:30）
- 湖春の春夏秋冬（第2・第4土曜 22:00 - 22:30）
- Music on the Rocks（第3土曜 22:00 - 22:30）
- オサムズ・ファミリー・クラブ（第1・第2土曜 22:30 - 23:00）
- あべとしおの周回遅れ（第3土曜 22:30 - 23:00）
- 高橋まことのぼちぼちトーク（第3土曜 22:30 - 23:00）
- あんな人こんな人へんな人（土 23:00 - 23:30）
- SUNDAY HITPARADE YESTERDAY（日 12:00 13:00）
- エレキフォーエバー!DANDY BLUE（日 16:30 - 17:00）
- 「ANこ～るradio」（第1日曜 21:00 - 22:00）
- 曜快晴流（第2日曜 21:00 - 22:00）
- ダヨーンさいとうのオールド・ポップス大全集（第3日曜 21:00 - 22:00）
- RIVa☆Viva Lover（第4日曜 21:00 - 22:00）
- 仙台哲学カフェラジオ（日 22:00 - 22:30）
- じょぶネタ!ワン・タイム・トーク（木 19:30 - 20:00）

ラジオ3、fmいずみ、エフエムたいはく、3局ネット番組
- be A-live（月 - 木 10:00 - 12:00 金 10:00 - 11:30）

ミュージックバード
- グッ★モニ
- 大石吾朗 Premium G
- アフタヌーン・パラダイス
- JP TOP20
- Morning Community

など
宮城県内の他のコミュニティ放送局で放送しているベガルタ仙台戦中継はネットしていない

## 放送局データ
- 周波数78.9MHz、空中線電力20W、実効放射電力（ERP）33.6W、コールサインはJOZZ2AY-FM。
- 送信所 ライオンズタワー仙台長町（たいはっくる）屋上
- 送信空中線 U型アンテナ3段1面、海抜高130m
- 放送機 YTE20LCD/S（八木アンテナ製）、アナログFM変調式、負荷インピーダンス不平衡50Ω。音声はステレオアナログコンポジット信号にて入力されFM変調部に入力。スペックは音声周波数特性30Hz - 15000Hz（出力される特性はフィルターを通すので50Hz - 15000Hz）、歪率50Hz - 15000Hzで0.1%以下（+/-75kHz）。
- エフエムプロセッサ Optimod-FM 5500（Orban）
- STL回線 無線LAN（OFDM変調、HE-AAC音声圧縮方式、サンプリング周波数（48kHz）、空中線電力1mW、カバー付27素子八木型アンテナ。